# Frogwares

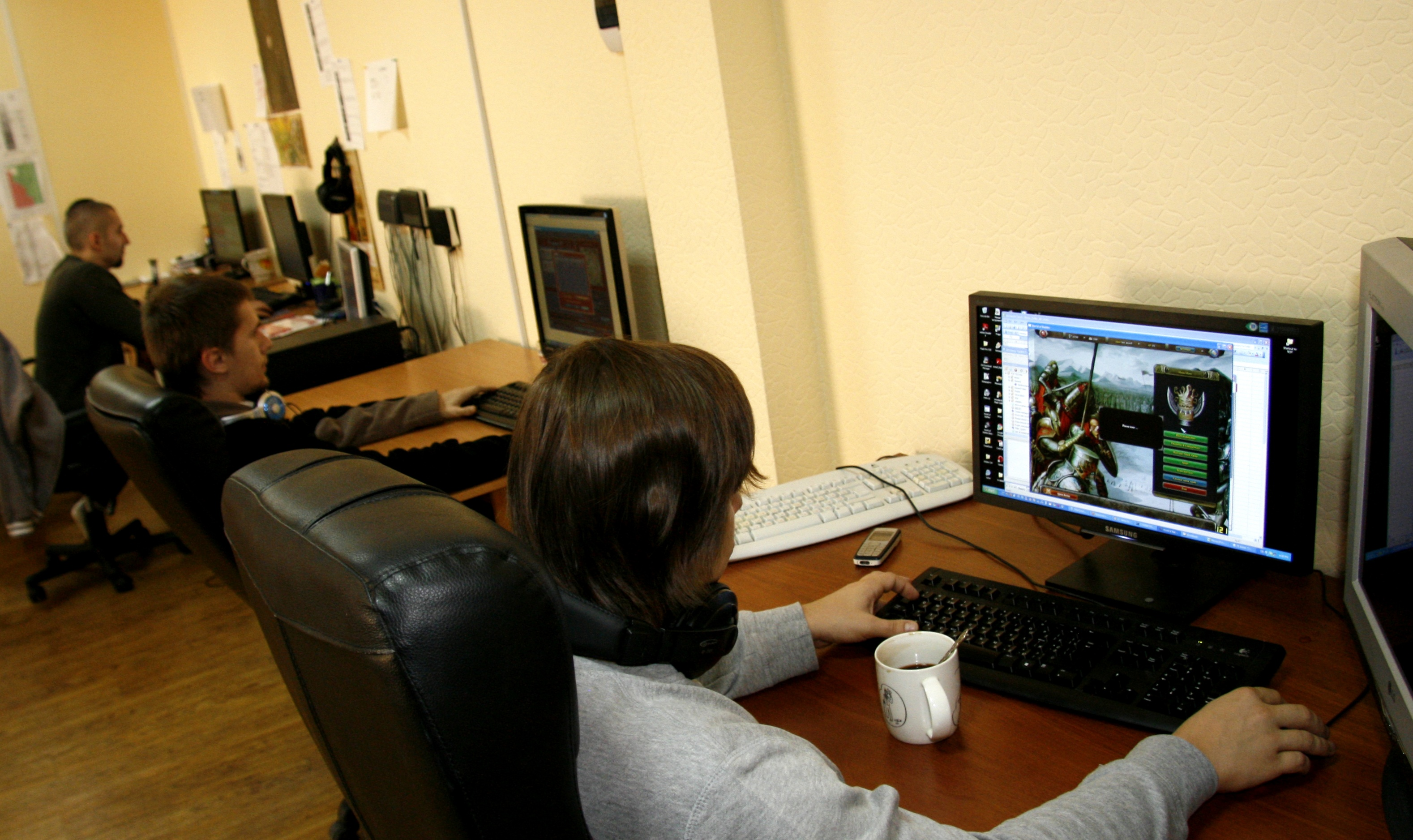
Imagem ilustrativa

Frogwares é uma desenvolvedora de jogos eletrônicos ucraniana independente, com sede em Kiev e escritórios subsidiários em Dublin.
O estúdio desenvolveu vários jogos de aventura para as principais plataformas de jogos, incluindo PlayStation 4, Xbox One, Microsoft Windows, Nintendo Switch, PlayStation 3, Xbox 360, Nintendo DS, Nintendo 3DS, Wii e dispositivos móveis.

## Histórico
A Frogwares foi fundada em 2000 na Ucrânia e na Irlanda por expatriados franceses. Waël Amr é o CEO. O nome "Frogwares" vem do apelido "frogs(sapos)" usado nos países anglo-saxões para designar pessoas de origem francesa.
Quando foi criado, o estúdio era inicialmente formado por uma equipe de seis pessoas, que depois se expandiu para atingir oitenta funcionários, em 2018.
O estúdio rapidamente se especializou na série de jogos de aventura Sherlock Holmes, o que garantiu seu sucesso.
Em 2019 o estúdio lançou seu jogo mais ambicioso, The Sinking City, um jogo de mundo aberto baseado no universo do escritor americano H. P. Lovecraft em que o jogador se envolve em uma trama de mistérios e investigações na cidade fictícia de Oakmont durante os anos 1920.

## Jogos desenvolvidos
| Ano  | Título                                          | Gênero                         |
| ---- | ----------------------------------------------- | ------------------------------ |
| 2002 | Sherlock Holmes: The Mystery of the Mummy       | Aventura                       |
| 2003 | Jorney to the Center of the Earth               | Aventura                       |
| 2004 | Sherlock Holmes: The Case of the Silver Earring | Aventura                       |
| 2005 | 80 Days                                         | Aventura                       |
| 2007 | Sherlock Holmes: The Awakened                   | Aventura                       |
| 2007 | Sherlock Holmes vs. Arsène Lupin                | Aventura                       |
| 2008 | Dracula: Origin                                 | Aventura, horror               |
| 2009 | Sherlock Holmes versus Jack the Ripper          | Aventura                       |
| 2011 | World of Battles: Morningstar                   | MMORTS                         |
| 2012 | The Testament of Sherlock Holmes                | Aventura                       |
| 2013 | Magrunner: Dark Pulse                           | Ação, quebra-cabeça            |
| 2014 | Sherlock Holmes: Crimes & Punishments           | Aventura                       |
| 2016 | Sherlock Holmes: The Devil's Daughter           | Aventura                       |
| 2019 | The Sinking City                                | Aventura, horror, mundo aberto |
| 2021 | Sherlock Holmes, Chapter One                    | Aventura, mundo aberto         |
| 2023 | Sherlock Holmes: The Awakened                   | Aventura                       |